# 22195 Nevadodelruiz
22195 Nevadodelruiz este o planetă minoră (asteroid), cu un diametru de 3,52 km, din centura de asteroizi. A fost descoperită pe 17 octombrie 1960 la Observatorul Palomar de Cornelis Johannes van Houten și a fost numită după Nevado del Ruiz. 
Obiectul prezintă o orbită caracterizată de o semiaxă mare de 1,9023108 UAi, o excentricitate de 0,03, o înclinație de 23,65633 ° în raport cu ecliptica.